# Raymond Fonsèque
Raymond Fonsèque (* 27. November 1930 in Paris; † 19. November 2011) war ein französischer Jazzposaunist, Tubist und Arrangeur.  Er leitete seine Original Jazz Band und die Hot Four Nouvelle-Orléans. 1981 erhielt er den Prix Sidney Bechet.

## Leben und Wirken
Fonsèque wuchs in Paris in einer musikalischen Familie auf; seine Mutter war klassische Pianistin, sein Vater Opernsänger und ein Bruder Schlagzeuger. Mit sieben Jahren hatte er Klavierunterricht; mit elf lernte er Hawaiigitarre, Violoncello und hatte Unterricht in Harmonielehre am Musikkonservatorium in Bordeaux. 1944 setzte er seine Studien in Paris fort und gehörte einem Vokalensemble an, das in Kirchen auftrat. Nach seinem Wechsel zur Posaune begann er sich ab 1946 mit New Orleans Jazz zu beschäftigen und arbeitete in den folgenden Jahren mit Claude Luter & ses Lorientais, Robert Mavounzy, Jack Diéval und Christian Bellest. 1948 war er Mitbegründer des Hot Club de la Vallée de Chevreuse. Im folgenden Jahr begann er als professioneller Musiker zu arbeiten, zunächst beim Pianisten Christian Chevallier, der im La Coupole in Biarritz konzertierte. Anfang der 1950er Jahre spielte er u. a. mit André Réwéliotty, Yannick Singéry und Don Byas; 1950/51 leistete er seinen Militärdienst in Courbevoie ab, wo er Tubist im 93ème Régiment d’Infanterie war. Nach Tuba- und Posaunen-Kursen am Pariser Musikkonservatorium  arbeitete er bei Maxim Saury, Nelson Williams und in der Formation Metro Jazz mit Michel Attenoux und Gérard Badini, in der er mit Peanuts Holland und Lil Armstrong im Salle Pleyel spielte. In Deutschland tourte er mit den Dixie Pals von Armand Gordon.
Weiter gehörte er einem Ensemble aus vier Posaunisten an, das mit dem Pianisten André Persiany spielte, außerdem arbeitete er im Duo mit Luis Fuentes und im Orchester von Jacques Hélian, ferner mit Sidney Bechet, Big Bill Broonzy, Cat Anderson, Mezz Mezzrow, Albert Nicholas, Bill Coleman, Benny Waters und Kenny Clarke. Er gründete die Formation Hot Four Nouvelle-Orléans und nahm mit Claude Luter und André Réwéliotty auf, 1961 unter eigenem Namen mit seiner Band Washboard Five (Jazz pour Averty) mit Pierre Braslawsky (Sopransaxophon), René Gervat (Klarinette), Jacques Chrétien (Kornett & Trompete), Jean Abusch (Gitarre) und Teddy Hocquemiller (Waschbrett).
Fonsèque arbeitete Anfang der 1960er Jahre als Posaunist und Arrangeur bei Jacques Denjean et son Grand Orchestre De Jazz (Album  Jacques Denjean Jazz, Polydor 1962), mit dem er auch beim Festival International de Jazz d’Antibes/Juan-les-Pins konzertierte. In dieser Zeit spielte er ferner im reformierten Ensemble The 4 Trombones Incorporated mit Charles Orieux, Michel Camicas und François Guin, dem auch Bernard Vitet, Jean-Louis Chautemps, Bob Quibel und Peter Giger angehörten. Das Ensemble hatte 1964 ein Engagement im Pariser Olympia und trat beim Jazzfestival von Juan-les-Pins auf. 1965 wurde er Vorsitzender des Jazz Club de France, 1966 trat er mit verschiedenen Ensembleformationen unter seiner Leitung im Caveau de la Huchette auf. Ab 1968 spielte er im Orchester der Folies Bergère. In den 1970er Jahren arbeitete er mit verschiedenen Formationen wie der Pop Corn Brass Band und der High Society Jazz Band; 1974 begründete er Jazz Fouchtra und begleitete Mitte der 1970er Jahre u. a. Wallace Davenport, Benny Waters, Albert Nicholas, Red Richards und Michael. 1979 ging er mit Cat Anderson auf Tour, von dem Livemitschnitte als Album erschienen. Zwischen 1981 und 1992 unterrichtete er Posaune und Tuba an verschiedenen Konservatorien und gründete Bigbands mit seinen Schülern. 1993 veröffentlichte er die Zeitschrift Jazz Dixie Swing : du ragtime au big band.

## Diskographische Hinweise
- Raymond Fonsèque/Bill Coleman: Bill and the Boys
- Géométrie variable (2005)
- André Réwéliotty Et Son Orchestre: Jouent Des Inédits De Sidney Bechet (1959)